# Тушёнка (река)
Тушёнка (Белянка) — река в России, приток реки Атца протекает в Ульяновской области, в верхнем течении называется Белянка. На современных картах Тушёнка впадает в Атцу слева в 3,2 км от устья, а Атца впадает в Волгу. Длина реки составляет 23 км, площадь водосборного бассейна не превышает 206 км².
Река протекает через село Артюшкино. По данным реестра Тушёнка впадает в Волгу, а не в Атцу.

Село Артюшкино … расположено в; верховьях речки Тушенки, вытекающей из родника, находящагося в полевом овраге, в полуверсте от села. Эта речка у местных чуваш называется «Зинди речка» или «Шамар-шла» она течёт на протяжении 30 верст и впадает в Волгу при с. Криушах.
— П. Мартынов, 1903 год

## Данные водного реестра
По данным государственного водного реестра России относится к Нижневолжскому бассейновому округу, водохозяйственный участок реки — Куйбышевского водохранилища от посёлка городского типа Камское Устье до Куйбышевского гидроузла, без реки Большой Черемшан. Речной бассейн реки — Волга от верхнего Куйбышевского водохранилища до впадения в Каспий.
Код объекта в государственном водном реестре — 11010000512112100004642.